# Józef Garncarek
Józef Garncarek (ur. 8 lutego 1912 w Łodzi, zm. ?) – polski bokser, reprezentant Polski.
Był wychowankiem i zawodnikiem klubu IKP Łódź. Startując w mistrzostwach Polski, wywalczył w 1933 roku, brązowy medal w kategorii półśredniej. Pięciokrotnie wystąpił w reprezentacji Polski w latach 1932-1934, odnosząc 3 zwycięstwa i 2 walki przegrywając.